# Азбери (Ајова)
Азбери (енгл. Asbury) град је у америчкој савезној држави Ајова. По попису становништва из 2010. у њему је живело 4.170 становника.

## Демографија
Према попису становништва из 2010. у граду је живело 4.170 становника, што је 1.720 (70,2%) становника више него 2000. године.
| Група             | 2000.         | 2010.         |
| Белци             | 2.403 (98,1%) | 3.994 (95,8%) |
| Афроамериканци    | 12 (0,5%)     | 42 (1,0%)     |
| Азијати           | 9 (0,4%)      | 46 (1,1%)     |
| Хиспаноамериканци | 18 (0,7%)     | 59 (1,4%)     |
| Укупно            | 2.450         | 4.170         |